# Nancy Beaton Loudon
Nancy Beaton Loudon (Black Isle, 28 febbraio 1926 – Edimburgo, 20 febbraio 2009) è stata una ginecologa britannica.
Dedicò la sua vita professionale all'avanzamento della pianificazione familiare e ai servizi di salute femminili "well woman". Per questo è considerata la pioniera della specialità conosciuta come "community gynaecology".

## Contraccezione nella seconda metà del XX secolo
A partire dagli anni '50 divenne sempre più manifesto il desiderio di molte donne, e sempre più uomini, di ritardare o evitare le gravidanze, o anche solo di allungare le pause fra le stesse. Gli unici metodi contraccettivi affidabili per la donna erano la sterilizzazione (nel momento che la donna fosse sicura di non volere altri figli), o diaframmi (anche conosciuti come cap contraccettivi). In ogni caso, all'inizio degli anni 1960, il dispositivo intrauterino diventò disponibile, e nello stesso periodo anche le prime versioni della pillola contraccettiva diventarono disponibili, anche se prescrivibili solo con severe restrizioni, ad esempio solo alle donne sposate e con il permesso scritto del marito. 
Fino alla fine degli anni '70 la contraccezione, soprattutto per le donne non sposate, fu un argomento controverso e divisivo. La possibilità di rendere liberamente disponibili a tutte le donne contraccettivi efficaci e di facile uso incontrò lunghe e significative opposizioni, anche da parte delle istituzioni, e fu uno degli argomenti centrali delle rivendicazioni femministe degli anni '60, '70 e '80. 

## Biografia
Nata Nancy Mann nel 1926 in una comunità di contadini nella Black Isle in Scozia, Nancy dimostrò le sue potenzialità accademiche precocemente quando diventò "Dux" della Fortrose Academy nel suo ultimo anno di scuola. Nancy iniziò i suoi studi in medicina al Medical School of the University of Edinburgh nel 1944, durante la seconda guerra mondiale. Era tra i pochi studenti che ogni anno ricevettero la Laurea in Medicina con lode.

## Carriera

### Formazione e inizio carriera
Successivamente Nancy incominciò il tirocinio specialistico in Ostetricia e Ginecologia, lavorando sotto la supervisione di Professor Robert Kellar. In ogni modo, quando si fidanzò con ginecologo John Loudon, il professore forzò Nancy a dimettersi dal suo ruolo, dichiarando che l'ostetricia non era luogo per una donna sposata. Due anni dopo, John Loudon accettò il posto di aiuto ostetrico, sotto Professor Kellar, che Nancy fu costretta a lasciare. 
Nancy ricominciò a praticare medicina nell'incontro settimanale della clinica per la salute materna di Edimburgo (Edinburgh Mothers' Welfare clinic), la quale era, malgrado il nome, era una clinica per la pianificazione familiare. Questa clinica era la prima ad Edimburgo ed era organizzata da volontari, Dott.sse Maeve Marwick e Alexandra Lothian.
All'inizio la clinica era in un luogo degradato - un vecchio negozio, con un solo rubinetto di acqua fredda, e con una sala d'attesa ammobiliata solo con panchine di legno. In ogni modo, nel 1957, un lascito testamentario di £ 2000 permisero l'acquisto di una sede a Dean Terrace, una casa georgiana scelta specificatamente per la sua località isolata. La clinica rimase lì per oltre 50 anni, fino al trasloco alla Chalmers Community Clinic, che si trovava a Laurieston Place, diventando una clinica per la pianificazione familiare e per la salute femminile e riproduttiva. 
La richiesta per contraccettivi e il passaparola fece sì che le donne locali andarono alla nuova clinica in Dean Terrace, che presto diventò un centro all'avanguardia per nuovi metodi di contraccezione che stavano diventando sempre più comuni. Nancy diventò la funzionare principale di medicina nel 1972, ed a quel tempo la clinica operava sotto gli auspici del Family Planning Association (FPA), "Branch 50". La clinica fu successivamente incorporata nel Lothian Health Board. 
I colleghi di Nancy alla clinica di Dean Terrace le offrirono supporto, e questi erano tempi emozionanti per la pianificazione familiare, senza prendere in considerazione le molte lotte. Il servizio offerto dalla clinica era espansa ed iniziò ad offrire servizi per la salute femminile, vasectomie, cliniche per problemi sessuali e analisi nei posti di lavoro come le fabbriche. Nancy era legittimamente fiera di aver stabilito il servizio di riferimento per aborti nella zona del Lothian, che semplificò il processo per le donne che volevano procedere con l'aborto, riducendo ritardi evitabili e a volte stressanti.

### Ricerca
Nancy era docente nel Dipartimento di Ostetrica e Ginecologia all'università di Edimburgo. Era coinvolta nella ricerca di contraccettivi, in particolare di ormoni steroidali, ed il suo lavoro di ricerca portò alla pubblicazione di più di 70 pubblicazioni scientifiche. Nel 1985 scrisse il libro The Handbook of Family Planning, che continua ad essere un testo popolare per dottori che lavorano in questo campo - la quinta edizione, riesaminata da colleghi di Edimburgo, fu pubblicata poco prima della sua morte.

### Leadership
Era la presidente dell'associazione dei dottori di pianificazione familiare del Regno Unito (UK National Association of Family Planning Doctors) ed aveva molti altri ruoli nell'ambito della medicina. Nancy non aveva paura di confrontare la classe dirigente (establishment) quando le necessità della donna erano a rischio. La sua analisi critica e modi persuasivi le assicurarono passaggio oltre alla burocrazia, in modo da trovare soluzioni per le famiglie di cui si curava. Durante la sua vita la specialità di pianificazione familiare diventò ben stabilita nel Regno Unito, ora conosciuto come "Faculty of Sexual and Reproductive Healthcare".